# Parque nacional Arroyo Túnel
El Parque Nacional Arroyo Túnel (Tunnel Creek National Park) está en Australia Occidental, 1845 km al nordeste de Perth y 470 km al este de Broome.